# مقاطعة ماكفيرسون (كانساس)
مقاطعة ماكفيرسون (بالإنجليزية: McPherson County)‏ هي إحدى المقاطعات في ولاية كانساس، الولايات المتحدة الأمريكية.

## أعلام
- إيرل هاس